# Seiko 5 Sports

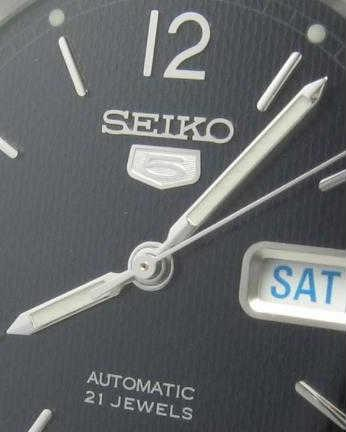
Cadran de Seiko five avec son écusson « 5 » caractéristique.

Seiko 5 Sports ou Seiko Five Sports ou encore simplement Seiko 5 désigne une série de montres à mouvement mécanique fabriquées par la manufacture horlogère japonaise Seiko avec pour objectif de développer un produit de qualité, simple et robuste tout en restant accessible financièrement. L'identification de ces montres se fait grâce à un « 5 » situé juste en dessous de l'inscription Seiko.
Cette gamme de montres est née dans les années 1960, d'une idée simple qui lui a donné son nom : se concentrer sur les cinq fonctions essentielles attendues d'un garde-temps. Ainsi, les montres Seiko 5 :
1. possèdent un mouvement mécanique à remontage automatique;
2. donnent l'heure avec mode nuit (points fluorescents);
3. affichent la date ;
4. sont étanches ;
5. sont anti-choc.

## Les cinq fonctions d'une montre Seiko 5

### Affichage de l'heure
Ces montres affichent l'heure sous forme analogique : trois aiguilles effectuent des révolutions sur un cadran pour indiquer l'heure, les minutes et les secondes.

### Affichage de la date
Ces montres affichent dans un guichet, ou parfois deux guichets distincts, le jour de la semaine et la date. Le jour de la semaine peut être affiché sous la forme des trois premières lettres du jour dans une ou deux langues langue (le plus souvent en anglais et en espagnol, mais aussi anglais/arabe, anglais/français et anglais/kanji) ou en numération romaine (de I à VII) seul ou en double avec l'anglais. Le jour du mois est affiché sous la forme d'un nombre entre 1 et 31.

### Étanchéité
L'étanchéité de ces montres est variable d'un modèle à un autre et s'étend de « étanche aux projections d'eau » à « étanche à 50 / 100 / 200 mètres ». Cette étanchéité est assurée par fond et couronne vissés. Le niveau d'étanchéité est l'élément principal justifiant les écarts de prix entre les différents modèles.

### Anti-choc
Le boîtier comme le mouvement entièrement mécanique sont conçus pour résister aux chocs. Pour résister aux coups et rayures, ces montres sont équipées d'un verre minéral durci de type Hardlex.

### Mouvement automatique
Ces montres se remontent d'elles-mêmes lorsqu'elles sont portées grâce à un mécanisme appelé remontage automatique. La fréquence élevée d'oscillation (21 600 battements/heure) permet à la trotteuse de se déplacer régulièrement sans à-coups (6 mouvements à la seconde). Les variations moyennes constatées pour ces garde-temps sont de l'ordre de 3 à 30 secondes par jour (variation qui peut aussi bien être positive que négative, et que l'on peut affiner à l'aide d'un chronographe), loin de la précision d'une montre à quartz. La précision annoncée par Seiko est de l'ordre de −15 à +25 secondes/jour.

### Caractéristiques techniques

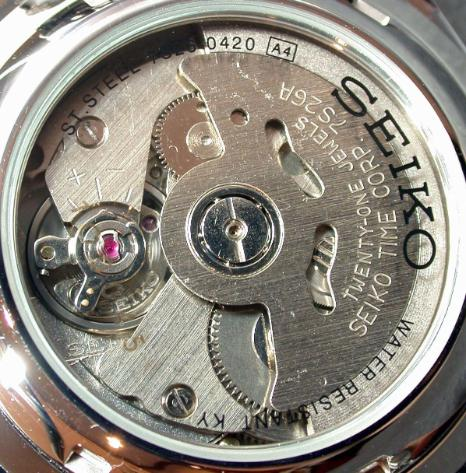
Le mouvement Seiko 7S26, un mécanisme automatique qui a été utilisé dans les Seiko 5.

## Les mouvements de la Seiko 5

### Historique
À leur création, dans les années 1960, les premières Seiko 5 étaient dénommées Sportsmatic et Sportsmatic Deluxe et étaient équipées respectivement des calibres 6619 et 7619 (avec réglage rapide de la date). Ces dernières étaient mieux finies avec notamment un boîtier en acier massif. A la fin des années 60, elles furent brièvement équipées des calibres 5126 et 5139 puis des 6106, 6119 et 7019. Dans la deuxième moitié des années 70, c'est le mouvement 6309 qui prendra le relai, puis le 7009 en 1978. Il est remplacé en 1996 par le 7S26A puis en 2006 par le 7S26B et en 2011 par le 7S26C. Les 7S26B et 7S26C sont des évolutions minimes de leur prédécesseur : les seules différences se situent au niveau des pièces employées pour fixer le ressort spiral à la raquette (régulateur « Etachron ») et, pour le 7S26C, la fixation de la roue de date par 4 vis au lieu de 3. D'une manière plus générale, le 7S26 est une amélioration du 7009 (masse oscillante plus lourde pour améliorer le remontage automatique entre autres), dont il reprend largement la base (platine quasiment identique). Tout comme lui, les pièces le composant sont embouties alors qu'elles étaient découpées pour le mouvement 6209,.

### Le mouvement 4R35, 4R36 et 6R35
Les montres les plus récentes sont équipées du mouvement 4R35, 4R36 et 6R35. Le mouvement, fabriqué par Seiko lui-même, dérive des mouvements 6R15 et 7S26.